# Звонка
Звонка је женско словенско име. Изведено је од речи „звоно“, односно глагола „звонити“ или песничког „звон“ (оглашавање звона). У пренесеном значењу ово име упућује на особу која је „отворена, јавна, лако доступна“ или „чувена, славна, гласовита“. Мушка варијанта имена је Звонко.

## Популарност
У Словенији је 2007. ово име било на 176. месту по популарности.